# Christian Binet

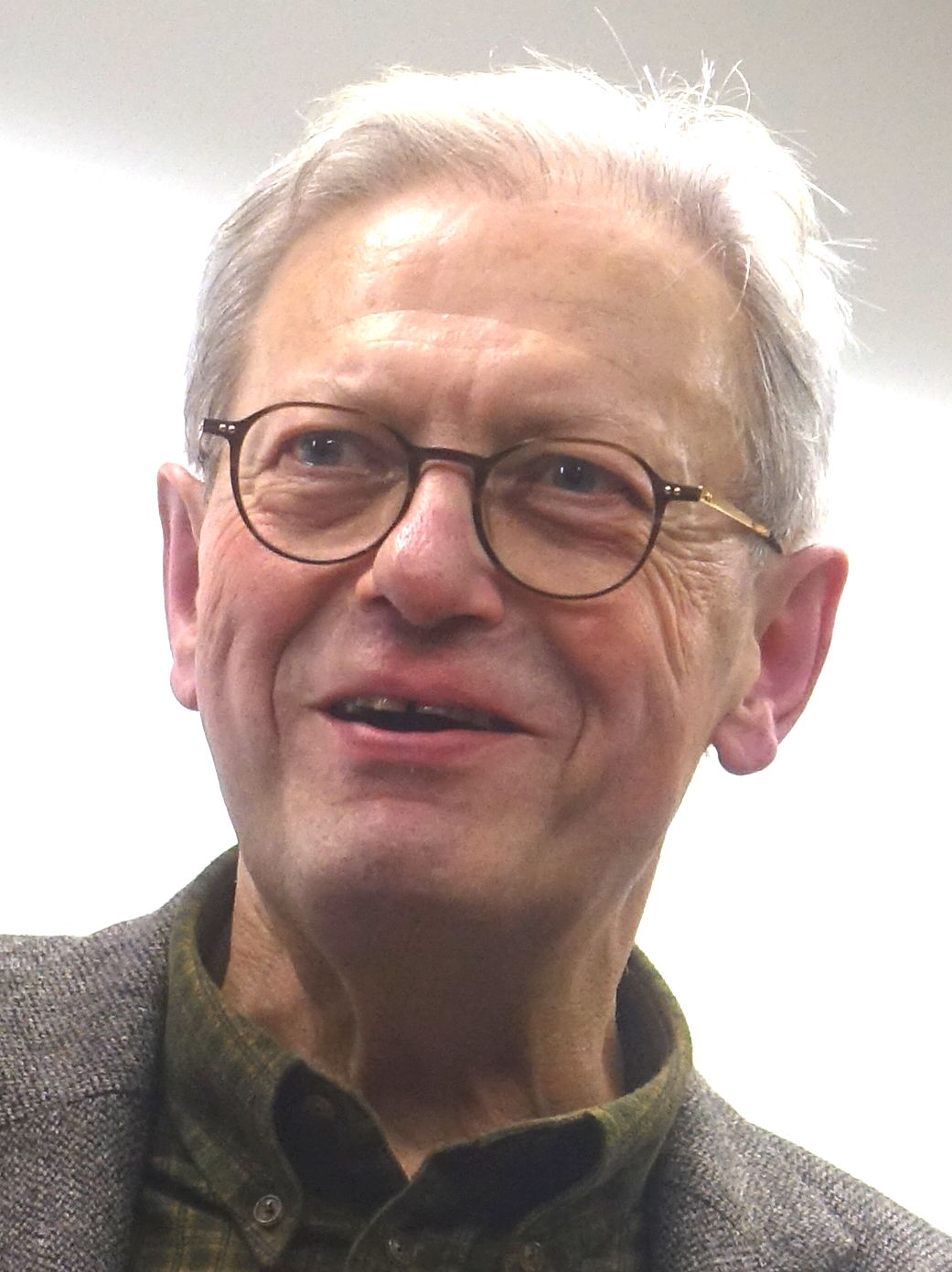
Christian Binet, 2020

Christian Binet (* 20. März 1947 in Tulle) ist ein französischer Comiczeichner. Bekannt wurde er durch Comic-Serie Les Bidochons (dt. Familie Fleischbauch). Er lebt in Étampes.

## Leben und Werk
Nach einem Architekturstudium arbeitete er zunächst als Illustrator. In der anschließenden Militärzeit zeichnete er Funnies für eine Militär-interne Zeitschrift. Er verfolgte diesen Stil weiter und veröffentlichte 1967 in France Dimanche und verschiedenen anderen Magazinen einzelne Strips. Ab 1975 begann er mit Veröffentlichungen im Magazin Mormoil seine Comics an die Interessen erwachsener Leser anzupassen.
1977 stieß er zu Fluide Glacial, in dem er ab 1978 Kador veröffentlichte, Geschichten eines philosophierenden, Kant-lesenden Hundes. In der Serie wurde auch die Figur Poupon-la-peste eingeführt, die ebenso wie Kador ab 1979 in der Reihe Les Bidochons (dt. Familie Fleischbauch) ihren Platz fanden. Diese Serie, die den banalen Alltag einer französischen Durchschnittsfamilie zielsicher karikiert, wurde zu Binets größtem Erfolg. Neben der Serie veröffentlichte Christian Binet in den 1980er Jahren mehrere Einzelwerke, die sich kritisch mit Religion und Politik auseinandersetzen.
In deutscher Sprache erschienen seine Werke in U-Comix und als einzelne Alben im Volksverlag von Raymond Martin.
Les Bidochons wurde 1996 in Frankreich verfilmt. Binet schrieb zusammen mit Jean-Jacques Tarbès das Drehbuch.
2005 bekam Binet den französischen Orden Ordre des Arts et des Lettres verliehen.

## Veröffentlichungen (Auswahl)
- Les Bidochon (21 Bände, 1 Sonderband), dt. Familie Fleischbauch, Volksverlag ab 1985
- Kador (4 Bände), dt. Kador, Volksverlag ab 1982
- Monsieur le Ministre (2 Bände)
- Poupon-la-peste (2 Bände)
- Propos irresponsables (3 Bände)